# Banzenmühle
Banzenmühle ist ein Teilort der Stadt Lauchheim.

## Beschreibung
Der Ort mit vier Hausnummern liegt etwa einen Kilometer nordwestlich des Lauchheimer Stadtkerns.
Direkt am Ort vorbei fließt der Bach Banzengraben, der etwa 200 Meter nach der Ortschaft in die Jagst mündet.

## Geschichte
Die Mühle entstand vermutlich im Mittelalter.